# Ana Anachoutlou
Ana Trapezuntska, znana i kao Ana Anachoutlou ili Ana Velika Komnena, bila je velika carica Trapezuntskog Carstva 1341. – 1342. godine. Njezino se ime piše na grčkom Ἄννα Ἀναχουτλοῦ; sama je Ana bila Grkinja i znala je grčki.
Njezini su roditelji bili Aleksije II. Trapezuntski i carica Trapezuntskog Carstva, koja je bila Djiadjak Jaqeli ili jedna nepoznata žena. Djiadjak je bila iz Gruzije; ako je ona bila Anina majka, to bi značilo da je Ana bila i Gruzijka.
Ana je bila preko oca povezana s obitelji Paleolog; baka joj je bila carica Eudokija.
Prije nego što je postala carica, Ana je postala redovnica te je novcem darivala samostan svetog Eutimija Velikog u Jeruzalemu. Postala je redovnica tijekom vladavine svoje rođakinje Irene Paleolog, koja je bila žena cara Trapezuntskog Carstva Bazilija Trapezuntskog, ali je preuzela tron i uzela si ljubavnika, a to je izazvalo nezadovoljstvo naroda.
Irena je svrgnuta, a Ana ju je naslijedila. Ipak, Ana nije dugo vladala jer je njezin stric Mihael Megas Komnen zavladao. On je, međutim, poslan u egzil, a Ana je ovaj put doista vladala.
Unatoč tomu što su ju smatrali zakonitom vladaricom, Ana je ubrzo svrgnuta i zadavljena.
Naslijedio ju je Mihaelov sin Ivan III. Trapezuntski.